# Sauschütt (Grünwald)

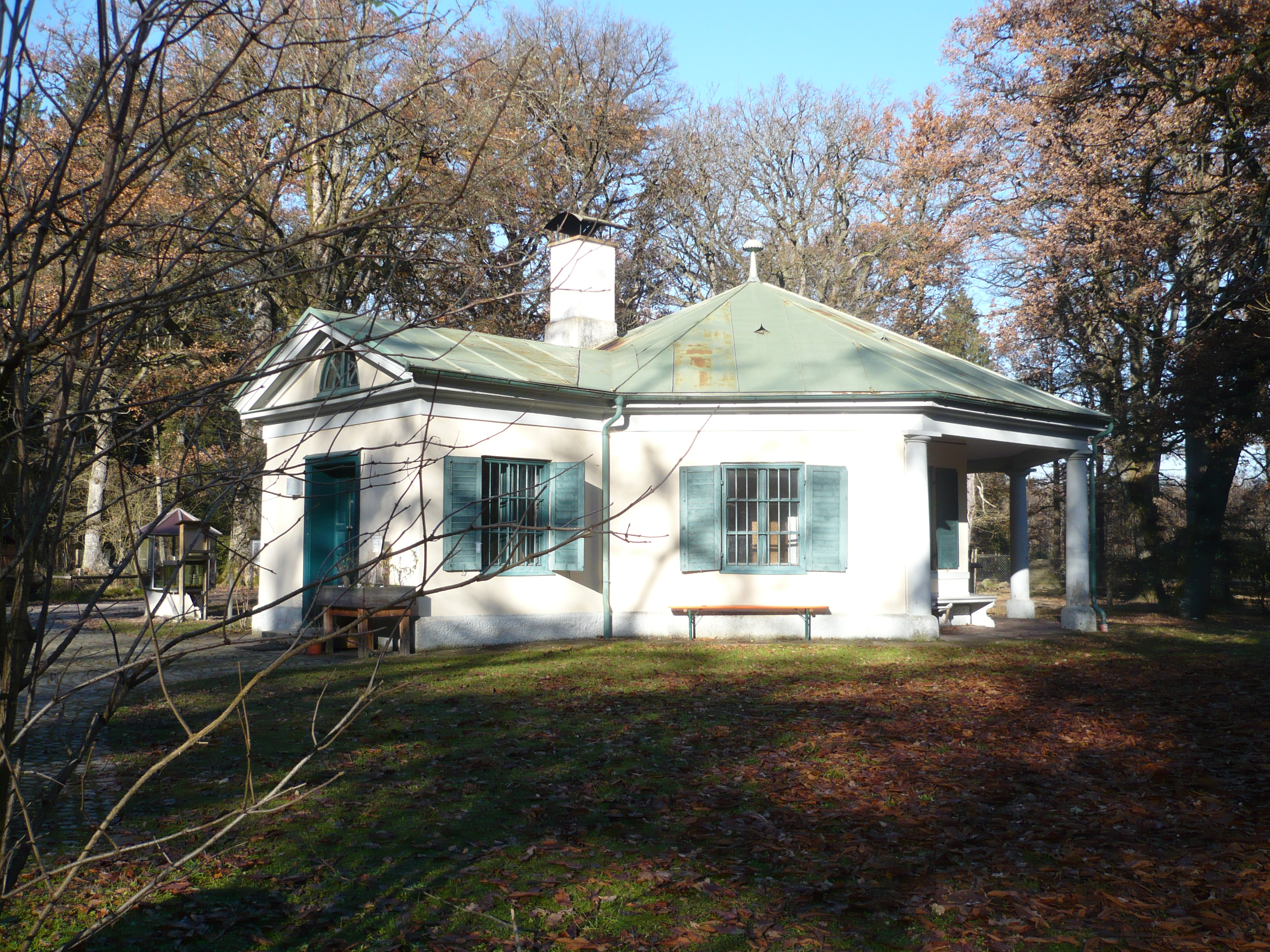
Jagdpavillon an der Sauschütt

Sauschütt ist ein Gemeindeteil der Gemeinde Grünwald im oberbayerischen Landkreis München.

## Geographie
Die Einöde Sauschütt liegt auf dem Flurstück 100/2 der Gemarkung Grünwalder Forst mit einer amtlichen Fläche von 600 m² und ist eine vom gemeindefreien Gebiet Grünwalder Forst umgebene Exklave der Gemeinde Grünwald.
Zuletzt wurden anlässlich der Volkszählung 1961 vier Einwohner in einem Wohngebäude nachgewiesen, bei den nachfolgenden Volkszählungen 1970 und 1987 jedoch keine Bevölkerung mehr. Die Fläche der Exklave beträgt 600 Quadratmeter, wobei nur der Jagdpavillon vollständig innerhalb der Exklave liegt.
Die Sauschütt ist von der Straße von Grünwald nach Straßlach aus zu erreichen. In der Sauschütt ist das im Jahr 1995 eröffnete Walderlebniszentrum Grünwalder Sauschütt des Amtes für Ernährung, Landwirtschaft und Forsten Ebersberg mit Erlebnispfad mit 10 Stationen sowie ein Moorpfad und ein Ameisenpfad eingerichtet. Das Walderlebniszentrum bietet an Wochenenden Waldführungen an. Zu dem Erlebniszentrum gehört auch ein 1863 unter König Max II. von Bayern errichteter Jagdpavillon, in dem eine Ausstellung über Säugetiere, Vögel und Pilze der heimischen Wälder untergebracht ist. Im Jahr 2004 wurde ein Insektenhaus errichtet. Im Wildschweingehege finden täglich Wildfütterungen statt.
Es besteht ein Förderverein (Freunde und Förderer der Grünwalder Sauschütt e.V.).
Etwas nördlich von der Sauschütt liegt der Kletterwald München, ein gewerblich betriebener Seilgarten.